# Bolszaja Ussurka
Bolszaja Ussurka (ros. Большая Уссурка) – rzeka na Dalekim Wschodzie Rosji, w Kraju Nadmorskim. Jeden z największych dopływów Ussuri. Dawniej nosiła nazwę Iman (ros. Иман).
Długość – 440 km, powierzchnia dorzecza – 29 600 km². Źródła rzeki znajdują się w górach fałdowych Sichote-Aliń, w okolicach miasta Dalnierieczensk.
Dopływy Bolszej Ussurki:
- Malinowka
- Mariewka
- Dalniaja
- Pieriewalnaja
- Armu
- Kołumbie